# The Man Who Knew Too Little
The Man Who Knew Too Little is een Amerikaanse misdaadkomedie uit 1997 onder regie van Jon Amiel. Het verhaal is gebaseerd op dat uit het boek Watch That Man van Robert Farrar. Die bewerkte dit zelf tot filmscenario, in samenwerking met Howard Franklin. De titel is een knipoog naar die van Alfred Hitchcocks misdaadfilm The Man Who Knew Too Much.

## Verhaal
De Amerikaan Wallace 'Wally' Ritchie (Bill Murray) is jarig. Daarom vliegt hij naar Engeland om zijn in Londen wonende broer James (Peter Gallagher) te verrassen, zodat die wel aan zijn verjaardag moet denken. Na eerst dienstmeid Consuela (Isabel Hernández) voor zijn schoonzus Barbara aangezien te hebben en zelf door de echte Barbara (Anna Chancellor) voor een lid van het personeel, biedt James duidelijkheid. Hij vindt het erg leuk dat Wally er is, alleen komt die op een erg ongelegen moment. James heeft die avond een belangrijk zakenetentje en daar heeft hij Wally met zijn gevoel voor humor liever niet bij. Barbara stelt daarom voor om Wally voor zijn verjaardag een avond bij het Theatre of Life cadeau te doen. Wally werkt namelijk bij videotheek Blockbuster Video in Des Moines, maar wilde vroeger graag acteur worden. Mensen die opgegeven worden voor het Theatre of Life mogen daar als hoofdpersonage meespelen in hun eigen, bijna geheel geïmproviseerde film. Het gezelschap zorgt voor decors en tegenspelers om op te reageren en zo een verhaallijn te doorlopen. Degene die de rol cadeau krijgt, moet er gaandeweg achter komen waar het verhaal heen gaat en blijft zo steeds verrast worden. James en Barbara kunnen Wally hiermee een cadeau schenken en die is zo meteen ook tot 23.30 uur het huis uit.
James zet Wally af bij een rode telefooncel, waar hij de naam van zijn personage en zijn eerste opdracht te horen moet krijgen. Na gebeld te zijn, begrijpt Wally dat hij Spenser heet en naar een hotelkamer moet gaan waar Lorelei 'Lori'  (Joanne Whalley) zijn komst al bleek te verwachten. Zonder dat Wally dat weet, blijkt er niettemin sprake te zijn van een misverstand. Het telefoontje dat hij kreeg, was niet van het Theatre of Life, maar een ware opdracht voor de echte crimineel Spenser (Terry O'Neill). Die krijgt minuten na het vertrek van Wally over dezelfde telefoon het bericht dat voor Wally was bedoeld. Terwijl Wally denkt dat hij in een geïmproviseerde film aan het spelen is, zit hij in realiteit ineens tot over zijn oren midden in een politiek moordcomplot. Aan de andere kant weten de ware betrokkenen op hun beurt niet dat Wally denkt met een film bezig te zijn. Zij denken dat er vanuit het niets een geheime superagent is opgedoken die is ingehuurd door de concurrentie. Dit idee wordt versterkt omdat alle criminele praktijken Wally totaal niet zwaar op het gemoed blijken te liggen, maar hij het juist erg naar zijn zin heeft. Wally staat versteld van hoe goed de anderen 'acteren' en hoe realistisch de 'special effects' - zoals kogelinslagen - lijken. Gaandeweg raakt hij ook erg gecharmeerd van Lorelei, die denkt een extreem vaardige huurmoordenaar aan haar kant te hebben.
Het complot waarin Wally verzeild is geraakt, blijkt opgezet door de Brit Roger Daggenhurst (Richard Wilson) en de Rus Sergej Nikolevitsj (Nicholas Woodeson). Die avond zullen ambassadeurs van Rusland en Groot-Brittannië namelijk in Londen een vredesverdrag tekenen. Boris en Roger willen dit voorkomen door een bomaanslag te laten plegen met een explosief verstopt in een matroesjka en zo de Koude Oorlog doen herleven. Op de komst van de 'Amerikaanse superagent' was alleen niet gerekend. Daarom schakelen ze de Russische beul Boris 'The Butcher' Blavasky (Alfred Molina) in om met Wally af te rekenen. Doordat toevalligerwijs het ene na het andere incident in Wally's voordeel uitvalt, raakt Boris alleen meer en meer onder de indruk van de 'uitzonderlijke vaardigheden' van Wally als geheim agent. Hij moet niettemin doorzetten en Wally en Lorelei een stapeltje brieven zien te ontfutselen die zij heeft gestolen. In plaats van Wally was daarom eigenlijk huurmoordenaar Spenser op haar afgestuurd. De brieven vormen bewijzen waarmee het hele moordcomplot en de betrokkenen daarbij in de openbaarheid kan worden gebracht. Daarom is het voor Roger en Boris essentieel om deze in hun bezit te krijgen. Voor Lorelei vormen de brieven een middel waarmee ze de mannen voor miljoenen dollars kan chanteren. Wally krijgt ondertussen steeds meer schik in zijn 'rol' en denkt alleen te spelen dat hij op mensen schiet, een dame in nood redt en midden in een snelle politieachtervolging op de snelweg belandt.

## Rolverdeling
| Acteur              | Personage                             |
| ------------------- | ------------------------------------- |
| Bill Murray         | Wallace 'Wally' Ritchie               |
| Peter Gallagher     | James 'Jimmy' Ritchie                 |
| Joanne Whalley      | Lorelei 'Lori'                        |
| Alfred Molina       | Boris 'The Butcher' Blavasky          |
| Richard Wilson      | Sir Roger Daggenhurst                 |
| Geraldine James     | Dr. Ludmilla Kropotkin                |
| John Standing       | Gilbert Embleton                      |
| Anna Chancellor     | Barbara Ritchie                       |
| Nicholas Woodeson   | Sergej Nikolevitsj                    |
| Simon Chandler      | Hawkins                               |
| Cliff Parisi        | Uri                                   |
| John Thomson        | Dimitri                               |
| Janet Henfrey       | Ms. Goldstein                         |
| Terry O'Neill       | Spencer                               |
| Isabel Hernández    | Consuela                              |
| Donald Pickering    | Sir Duncan                            |
| Venetia Barrett     | Felicity, Sir Duncans vrouw           |
| Terence Harvey      | Herr Schuster                         |
| Cate Fowler         | Frau Schuster                         |
| Richard Dixon       | Rupert                                |
| Sarah Crowden       | Sylvia                                |
| David Hounslow      | Wilkie                                |
| Adam Fogerty        | Newman                                |
| Jacqueline Phillips | Annabel                               |
| Inday Ba            | Des                                   |
| Dexter Fletcher     | Otto                                  |
| Josephine Gradwell  | Wendy                                 |
| Eddie Marsan        | stomverbaasde overvaller (filmdebuut) |

## Achtergrond
- Boris geeft op zeker moment zijn mannetje Uri de opdracht om Wally te bewaken met de woorden Watch that man. Die drie woorden vormen de exacte titel van het boek van Farrar waarop The Man Who Knew Too Little is gebaseerd.
- James' dienstmeid Consuela zit op zeker moment naar de televisie te kijken, waarop de film Copycat te zien is. Copycat werd eveneens geregisseerd door The Man Who Knew Too Little-regisseur Amiel.
- Wally slaat een gat in een deur met een croquethamer, steekt zijn hoofd door de opening en zegt Here's Johnny. Dit is een verwijzing naar de scène waarin Jack Nicholsons personage Jack Torrance hetzelfde doet in The Shining.